# SummerSlam (1995)
SummerSlam (1995) — восьмое в истории шоу SummerSlam, PPV-шоу производства американского рестлинг-промоушна World Wrestling Federation (WWF, ныне WWE). Шоу состоялось 27 августа 1995 года в Питтсбурге, Пенсильвания, США на «Сивик-арена».
В главном событии за чемпионский титул WWF боролись Дизель и Король Мэйбл. Дизель сохранил титул чемпиона, победив Мэйбла после того, как выполнил «клоузлайн» со второго каната.

## Результаты
| №                             | Матч | Тип матча                                                     | Время |
| ----------------------------- | --- | ------------------------------------------------------------- | ----- |
| 1                             | Хакуши победил 1-2-3 Кида                                                                                    | Одиночный матч                                                | 9:27  |
| 2                             | Хантер Херст Хелмсли победил Боба Холли                                                                      | Одиночный матч                                                | 7:10  |
| 3                             | «Дымящиеся пушки» (Билли Ганн и Барт Ганн) победили «Братьев Блу» (Джейкоб Блу и Эли Блу) (с Дядей Зебекией) | Командный матч                                                | 6:09  |
| 4                             | Барри Хоровиц победил Скипа (с Санни)                                                                        | Одиночный матч                                                | 11:21 |
| 5                             | Берта Фэй (с Харви Випплманом) победила Аландру Блейз (c)                                                    | Одиночный матч за титул интерконтинентального чемпиона WWF    | 4:14  |
| 6                             | Гробовщик (с Полом Берером) победил Каму (с Тедом Дибиаси)                                                   | Матч с гробом                                                 | 16:26 |
| 7                             | Брет Харт победил Айзека Янкема                                                                              | Одиночный матч                                                | 16:07 |
| 8                             | Шон Майклз (с) победил Рейзора Рамона                                                                        | Матч с лестницами за титул интерконтинентального чемпиона WWF | 25:04 |
| 9                             | Дизель (с) победил Короля Мэйбла (с Сэром Мо)                                                                | Одиночный матч за титул чемпиона WWF                          | 9:14  |
| (c) — чемпион на начало матча | |                                                               |       |